# Jezioro Litewskie
Jezioro Litewskie – jezioro w woj. warmińsko-mazurskim, w pow. ostródzkim, w gminie Miłakowo, położone na wschód od wsi Litwa, leżące na terenie Pojezierza Dzierzgońsko-Morąskiego.

## Hydronimia
Według urzędowego spisu opracowanego przez Komisję Nazw Miejscowości i Obiektów Fizjograficznych (KNMiOF) nazwa tego jeziora to Jezioro Litewskie. W różnych publikacjach i na mapach topograficznych jezioro to występuje pod nazwą Litwa.

## Dane morfometryczne
Powierzchnia zwierciadła wody według różnych źródeł wynosi od 9,12 ha 10,0 ha.
Zwierciadło wody położone jest na wysokości 109,1 m n.p.m.